# جون دبليو. ماهر
جون دبليو. ماهر (بالإنجليزية: John W. Maher)‏ هو سياسي أمريكي، ولد في 10 يونيو 1866، وتوفي في 10 مايو 1917. انتخب عضو داكوتا الجنوبية البيت النواب.